# Arximandrita

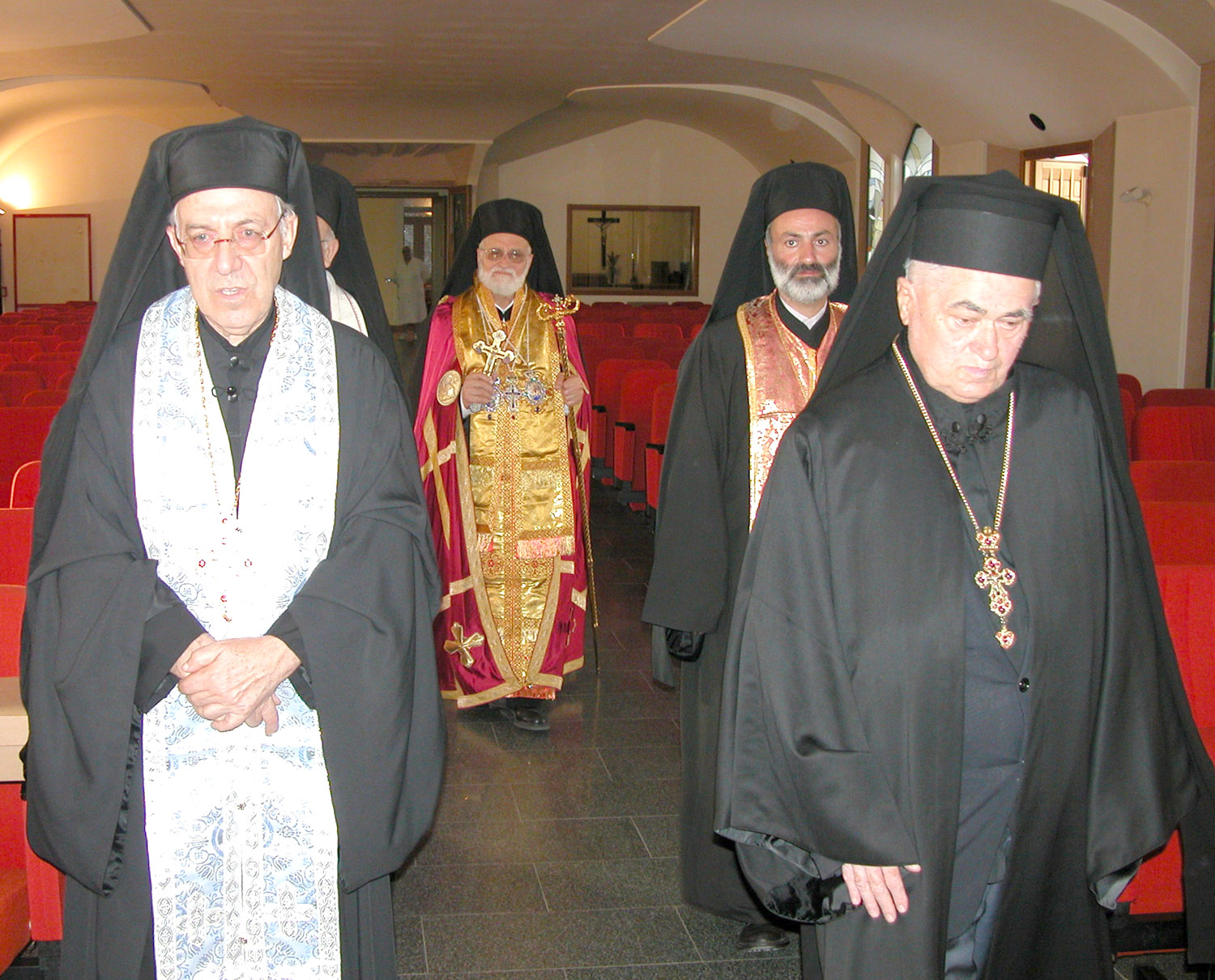
El patriarca melquita Gregori III (al centre) amb arximandrites, durant una visita al santuari de nostre Senyora de Caravaggio, Itàlia, l'11 de setembre de 2008

Un arximandrita (del grec arxé, « cap », i mandra, « claustre ») és, a les Esglésies de ritu bizantí i sobretot l'Església ortodoxa, un títol honorífic concedit als hegumens (superiors de monestir) o als rectors (capellans) de parròquies importants.
Aquesta dignitat és també conferida a títol honorífic a les Esglésies catòliques orientals i a certes Esglésies ortodoxes orientals.

## Història
Aquesta paraula ve del grec ἀρχιμανδρίτης (arximandrìtès), format de ἀρχη (arkhè), « cap », « comandant », i de μάνδρες (màndres), « cleda » i per extensió « claustre »; és la imatge del bon pastor. Aquest títol honorífic s'ha transmès per la tradició i no ha rebut una definició clara fins al segle xix. A Grècia (segle v), designa primerament un funcionari que vigila els monestirs d'una diòcesi; al segle X, evoluciona a una dignitat honorífica (lligada a la de « gran saquellari ») donada a l'abat del monestir més important de la seva diòcesi.
- A Rússia, el títol és introduït en aquest sentit i es popularitza: arximandrita de la Laura (1174), de la Nativitat de Vladímir (1230), de l'Epifania (Sant Abraham) o de Rostov (1261).

- A França, per exemple, el capellà de l'església Sant-Julien-le-Pauvre a París és un arximandrita. És també el cas a Cargèse (Còrsega), poble fundat per grecs al segle V, i que protegeix dues esglésies: una de litúrgia catòlica i una de ritu grec, el capellà de la qual és un arximandrita.

- A Itàlia, l'abat de l'abadia territorial de Santa Maria de Grottaferrata, a prop de Roma, és un arximandrita.

Els patriarques orientals donen igualment aquest títol als prelats llatins (amb el permís dels seus bisbes) que són culturalment i espiritualment - pels seus estudis o la seva llengua - molt propers a les Esglésies orientals. Aquesta dignitat és conferida amb la « benedicció abacial » de les mans del patriarca.